# Chan Dżulajmadun
Chan Dżulajmadun (arab. خان جليمدون) – wieś w Syrii, w muhafazie Hama. W 2004 roku liczyła 69 mieszkańców.